# Павел Йозеф Шафарик
Павел Йозеф Шафарик (словац. Pavol Jozef Šafárik, чеськ. Pavel Josef Šafařík, 13 травня, 1795, Кобелярово — 26 червня 1861, Прага) — словацький та чеський поет, історик, мовознавець, етнограф. Засновник наукової славістики. Свої твори писав переважно чеською та німецькою мовами.

## Родина
Батько вченого, на ім'я також Павел Шафарик (1761–1831) народився у містечку Щитник (словац. Štítnik) у східній Словаччині 26 січня 1761 року. Після закінчення навчання 15 років працював учителем в околицях Щитника. Після цього працював священиком у Кобелярові, де 13 травня 1795 року народився Павел Йозеф Шафарик.
На момент народження Павла Йозефа у родині вже було троє дітей — 12-річний Ян, 10-річна Марія та 7-річний Людовіт Самуель.
Мати Шафарика, уроджена Катарина Каресова, походила з бідної селянської родини. Народила п'ятьох дітей. Крім названих, був ще син, якого назвали Павел Йосиф, і який помер, не доживши до року.
Кобелярівська парафія була дуже бідною. Тому матері Шафарика, щоб забезпечити своїх чотирьох дітей, доводилося обробляти землю, прясти, ткати і навіть займатися торгівлею. Завдяки цьому Шафарики жили у достатку. Померла мати 15 грудня 1812 року у віці 48 років.
Через півроку після її смерті Павел Шафарик проти волі дітей одружився вдруге з вдовою Розалією, уродженою Драбовою, що мала від першого шлюбу двох власних дітей.

## Життя

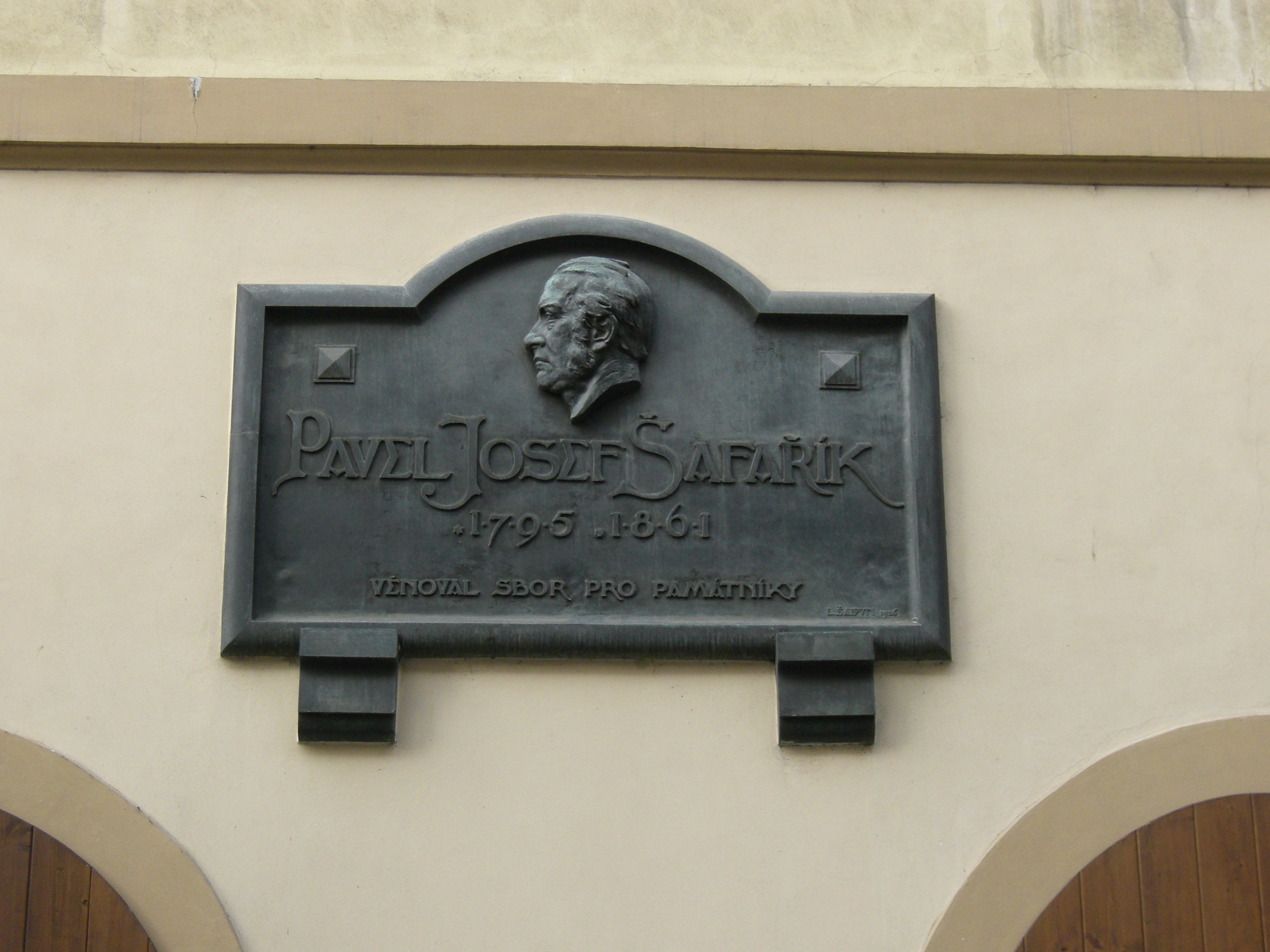
Пам'ятна дошка П. Й. Шафарику в Празі

### Словаччина (1795—1815)
Початкову освіту Шафарик отримав від батька. Про це писав у своїй книзі «Що говорив П. Й. Шафарик» його син Войтєх: «Після того, як батько у віці семи років показав йому абетку, він швидко навчився читати
і цілими днями просиджував на печі читаючи. До восьми років він уже двічі перечитав усю
Біблію і одним з його найулюбленіших занять було читання проповідей братам і сестрі, а
також домашній прислузі».
У 1805–1808 роках учився у Рожняві. Проте достеменно невідомо, у якому саме закладі. Одні біографи стверджують, що це була початкова гімназія, інші називають євангелістську школу, яка незабаром була перетворена у «вищу» середню латинську школу. Там він, окрім обов'язкової латини, вивчив також угорську та німецьку мови. 
Восени 1808 року Шафарик перейшов до гуманітарної школи у містечку Добшина, де продовжив вивчення синтаксису і риторики. Головною причиною цього переходу був важкий матеріальний стан родини. Учитись у Добшиній було вигідніше, бо він міг годуватися у сестри Марії, яка переїхала в Добшину з Рожняви. В новій школі Шафарик досяг великих успіхів, заклавши основи для подальшої поетичної, педагогічної та наукової діяльності.
У добшинській школі застосовувалася переважно німецька мова. Це давало можливість учням зі Словаччини краще засвоїти цю мову. З книги «Шафарик у Словаччині»: «.. до Добшиної приїздили сини землевласників, сільської інтелігенції, ремісників та купців з віддалених міст, для того, щоб, крім відомостей з граматики та синтаксису, засвоїти ще й німецьку мову. Також хлопці зі словацьких родин їздили
вчитися до латинських шкіл Гемера, Ождіан та Рожняви, щоб там вивчити угорську мову. Бо коли учні з Угорщини хотіли
досягти успіху, мусили опанувати всі чотири мови країни — латинську, німецьку, угорську та словацьку».
З цього погляду для Шафарика було вдалим збігом обставин те, що він учився спершу в Рожняві, а потім у Добшиній.
Після закінчення школи з відмінним атестатом, Шафарик восени 1810 року їде вчитися до євангелістського ліцею у Кежмарку. Там на нього чекав п'ятирічний курс навчання, який Шафарикові вдалося закінчити за чотири роки. У ліцеї Шафарик вивчав три курси:
- філософію, до якої входили логіка, метафізика, чиста та прикладна математика, теоретична та експериментальна фізика, економіка, латинський стиль, порівняльна філософія та історія Угорщини;
- політику та юриспруденцію;
- теологію, до котрої крім догматичної та моральної теології та вивчення книг Святого письма, входило також вивчення грецької та єврейської мов.

З усіх предметів Шафарик отримав вищі оцінки. Крім того, він активно займався самоосвітою, чому дуже сприяла багата бібліотека ліцею, а також книги та журнали, які Шафарик купував сам.
У ліцеї він приятелював із багатьма словацькими, чеськими та українськими студентами. Це, а також старанне вивчення історії, сприяло розвитку його національної свідомості, розвитку любові до словацького, чеського та всіх інших слов'янських народів. У цей період Шафарик починає складати вірші, а також збирати словацькі народні пісні.
У 1814 році Шафарик закінчує ліцей. У тому ж році вийшла друком його перша збірка віршів — «Татранська муза зі слов'янською лірою» (Tatranská Múza s lyrou slovanskou), а також померла мати, яку він дуже любив.

### Німеччина (1815—1817)
Для продовження освіти Шафарик вирушив до Єнського університету. Цей навчальний заклад він обрав за рекомендацією батька, який хотів бачити сина священиком. В університеті він перебував три семестри. Слухав лекції з класичної філології, історії, засвоїв методи наукових досліджень. Перекладав на чеську мову «Хмари» Арістофана та «Марію Стюарт» Шіллера, почав роботу над історією слов'янських літератур. Також написав близько сімдесяти віршів, які зробили його відомим у Чехії та Словаччині.
Шафарик залишив університет, не закінчивши курсу, у травні 1817 року. Причини передчасного припинення навчання називають різні. Можливо воно було спричинене політикою австро-угорського уряду, який не дозволяв молоді з Угорщини учитись в Німеччині, або просто матеріальною скрутою.
З Єни Шафарик вирушив до Праги, де прожив місяць, спілкуючись з відомими чеськими славістами — Добровським, Юнгманном, Нєєдлим, Ганком, Пресслом — і намагаючись отримати місце вихователя. Не досягши успіху, він поїхав до Братислави, де його запросили на місце вихователя до родини Гашпара Кубіні.

### Словаччина (1817—1819)
Шафарик заступив на місце вихователя Ладислава, сина Гашпара Кубіні, 20 серпня 1817 року. До рішення прийняти цю посаду його призвели різні міркування: добра платня, можливість наукової праці, визначне місце родини Кубіні в тодішньому науковому, культурному та суспільному житті Угорщини.
Під час роботи вихователем Шафарик у співавторстві з Франтішеком Палацьким видав працю «Початки чеської поезії, особливо просодії» (Počátkové českého básnictví obzvláště prozodie). Книга ця справила сильне враження в літературних колах. І хоча вчення Шафарика і Палацького про метричний вірш не було прийняте, все ж таки трактат справив великий вплив на оновлення духу чеської поезії, підвищивши вимоги до літературної критики.
У 1819 році відбувся рішучий поворот у долі Шафарика. Оскільки його робота у родині Кубіні підходила до кінця, він почав шукати роботу учителя. В той час Сербська православна церква оголосила конкурс на заміщення вакансії директора і першого професора гімназії у місті Новий Сад. Шафарик взяв участь у цьому конкурсі та за допомогою рекомендацій своїх чеських і сербських друзів здобув перемогу.
Перед від'їздом до Нового Саду він на кілька тижнів відвідав рідне Кобелярово та прилеглі містечка. Це були його останні відвідини рідного краю. Більше він туди вже не повертався.

### Сербія (1819—1833)

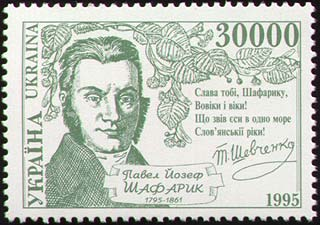
Українська поштова марка присвячена Павлу Йозефу Шафарику

При вступі на посаду директора гімназії Шафарик виголосив урочисту промову латинською мовою. В ній він описав історію гімназії, окреслив обов'язки професорів, висловив свої погляди на педагогіку та познайомив присутніх з планом реформ. Також він заявив, що має намір особисто викладати математику (алгебру та геометрію), фізику, логіку, риторику, поезію, а також класичну літературу. Ці зобов'язання він виконав. Викладав латинською та німецькою мовами. А коли в Сербії посилилися тенденції до мадяризації, викладав також угорську мову, як навчальний предмет.
Шафарик перебував на посаді директора гімназії протягом п'яти років. На цій посаді він плекав амбіційні плани. Його метою було створення гімназії на грецький взірець. Зразу після вступу на посаду він запровадив у гімназії новий предмет — малювання. Також він почав збирати книжки для бібліотеки. До її фондів вдалося придбати цінні старослов'янські літературно-історичні пам'ятки.
Перші два роки у Новому Саді Шафарик жив у домі багатого мішанина Сервіського. У 1821 році небіж сербського патріарха попросив Шафарика стати вихователем його сина. Як плату за це він надав у розпорядження Шафарика частину свого будинку в Новому Саді. Також небіж патріарха оплачував послуги кухарки, яка дбала про харчування та побут Шафарика.
17 червня 1822 року Шафарик одружився з 19-річною Юлією Амброзієвою. Вона походила з родини словацького селянина. За свідченнями сучасників, це була інтелігентна, надзвичайно начитана та темпераментна жінка. Знала чотири слов'янські мови — словацьку, чеську, сербську та російську. Дуже допомагала чоловікові в його науковій праці.
Попри напружену педагогічну працю Шафарик у Новому Саді провадить велику наукову роботу. У 1823 році спільно з Яном Колларом він видає зібрання народних словацьких пісень («Písně světské lidu slovenského v Uhŕích»).
Результатом занять Шафарика слов'янськими літературами та мовами стала широко задумана робота «Історія слов'янських мов і літератур для всіх говірок» («Geschichte der slawischen Sprache und Literatur nach allen Mundarten»), видана 1826 року. Це перша спроба створення історії літератури і мов всіх слов'янських народів в цілому. Тут Шафарик виступає і порівняльним лінгвістом, і діалектологом, і етнографом, і істориком, і захисником всього слов'янства. Книга справила сильне і сприятливе враження серед усіх слов'ян; співчутливо зустрів її і сам патріарх славістики Йосиф Добровський.
Також під час перебування у Новому Саді Шафарик написав трактат про слов'янську історію «Ueber die Abkunft der Slawen nach Lorenz Surowiecki» (1828 рік) і невелику, але вельми оригінальну роботу: «Serbische Lesekörner oder historisch — kritische Beleuchtung der serbischen Mundart, ein Beitrag zur slawischen Sprachkunde» (1833 рік). Остання робота — перше дослідження історії сербської мови. Шафарик блискуче спростував панівну на той час думку, що усі нинішні слов'янські мови походять від старослов'янської, і довів, що сербська мова набагато древніша, ніж тоді вважалося, оскільки в найдавніших пам'ятниках сербської писемності знаходяться майже всі ті відмінні риси, якими характеризується ця мова в даний час.
У 1824 році становище Шафарика у Новому Саді сильно погіршилося. Австро-угорська влада заборонила Сербській православній церкві приймати на роботу людей, що отримали євангелістську освіту. Внаслідок цього Шафарик втратив посаду директора гімназії і залишився тільки викладачем.
Після цього матеріальне становище Шафарика значно погіршилось, тоді як він в той час дуже потребував грошей, бо в родині стали з'являтися діти. У Новому Саді у Шафариків народилося п'ятеро дітей. Троє з них не дожили до двох років.
Погіршення матеріального становища примусило Шафарика шукати посаду в інших закладах. Зокрема він тривалий час, ще з 1826 року, вів переговори про переїзд до Росії, де планувалося відкрити в університетах кафедри слов'янської літератури. Проте переговори затяглися і закінчилися нічим. Пізніше, у 1830 році, план змінився. Шафарика запрошували до Росії хранителем слов'янської бібліотеки, яку планувалося створити. Але й цей проєкт не був реалізований.
Не знайшовши професорської посади, Шафарик 6 квітня 1833 року назавжди залишив Новий Сад і вирушив з родиною до Праги.

### Чехія (1833—1861)
Прибувши до Праги 4 травня 1833 року, Шафарик спрямував свої зусилля на матеріальне забезпечення родини і продовження наукової праці. В той час йому дуже допомогли чеські патріоти. Вони забезпечили його житлом, що в той час було найпотрібніше, бо в родині народилися хлопчики-близнюки Ярослав та Богуслав (другий з них помер у віці чотирьох років). Крім них у Шафариків у Празі народилися ще четверо дітей.
Під час життя у Празі Шафарик щороку отримував від своїх чеських друзів допомогу у розмірі 380 золотих з умовою що він усі свої роботи писатиме лише чеською мовою.
Також приятелі допомагали йому знайти роботу. На запрошення Франтішека Палацького Шафарик допомагав йому редагувати «Часопис Чеського музею». Пізніше, коли Палацький залишив часопис, Шафарик став його редактором. У 1834—1835 роках був редактором журналу «Světozor». З 1836 до 1847 року працював цензором книг. Від 1841 року Шафарик став хранителем бібліотеки Карлового університету у Празі, а з 1848 року — її директором. Також отримує посаду позаштатного професора слов'янської філології Карлового університету.
Одночасно Шафарик займався науковою роботою. Зокрема брав участь у створенні словника слов'янської юридичної термінології, який вийшов друком у Відні у 1850 році. Він підтримував широкі зв'язки з слов'янськими вченими, у тому числі й українськими: Осипом Бодянським, Михайлом Максимовичем, Яковом Головацьким, Ізмаїлом Срезневським та ін.
У 1842 році Шафарик видав книжку «Слов'янський народопис» («Slovanský Narodopis»). Ця невелика за об'ємом книжка заклала основи слов'янської етнографії і користувалася величезним успіхом. Друге видання вийшло у тому ж 1842 році, а третє — у 1843 році.

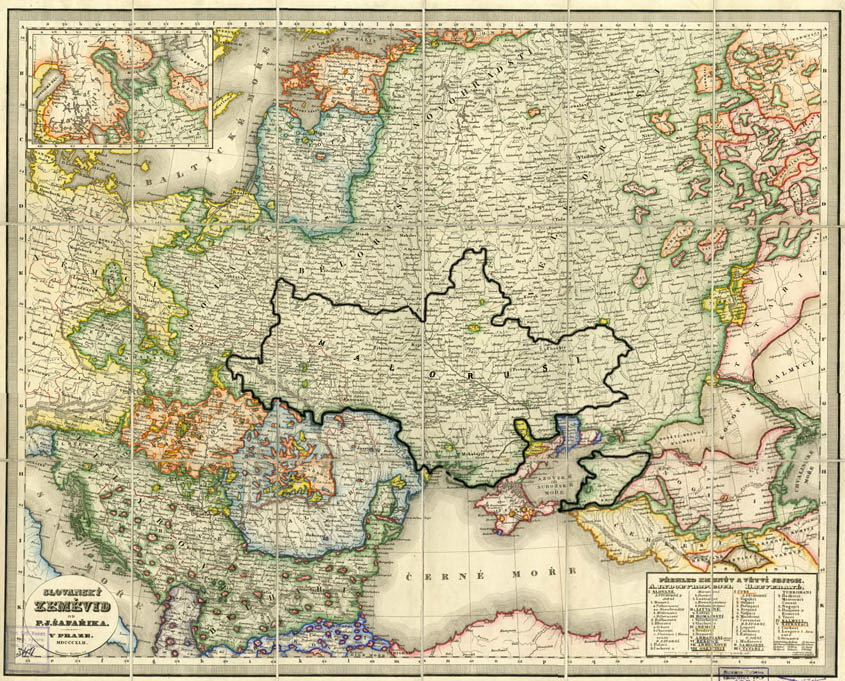
Етнографічна карта «Слов'янські землі», видана Шафариком у 1842 (з виділеним етнографічним ареалом малорусів)

Частиною видання була етнографічна карта «Слов'янські землі». На цій карті, на думку Ростислава Сосси, чи не уперше виділені серед слов'янських народів «малоруси», які показані як окремий народ з власним етнічним ареалом, котрий вельми достовірно збігається з українським етномовним простором на першу третину XIX ст.
Також у Празі Шафарик створив фундаментальну працю «Слов'янські старожитності» («Slovanské starožitnosti»), в якій закладені основи вивчення історії слов'ян. Зокрема у цій книзі Шафарик доводив індоєвропейське походження слов'ян та визнавав окремішність української та російської мов. Також, на відміну від більшості сучасних йому чеських учених, визнавав словаків за окремий від чехів народ. Проте виступав за застосування для обох народів єдиної літературної мови.
За життя Шафарика були видані два томи «Слов'янських старожитностей». Третій том був підготований до друку і виданий уже після його смерті — у 1865 році.
Шафарик брав активну участь у Слов'янському конгресі, що відбувся в 1848 році у Празі. Спочатку він навіть був обраний головою конгресу, але відмовився від цієї посади і на це місце був обраний Палацький. На конгресі Шафарик виголосив знамениту промову, в якій викривав облудність суджень про слов'ян їхніх сусідів (німців, мадярів, італійців), що вважали слов'ян нездатними до повної свободи і до вищого політичного життя.
Протягом останніх п'яти років життя хворів і страждав від різних фобій, хоча на той час він уже позбувся матеріальних труднощів. Депресія призвела до того, що 23 травня 1860 року він скочив до Влтави. Проте його вдалося врятувати. Ця подія дуже схвилювала чеське суспільство.
На початку жовтня 1860 року Шафарик подав у відставку з місця директора університетської бібліотеки. Цісар Франц-Йосиф І задовольнив його прохання власноручно написаним листом і призначив йому пенсію у розмірі повної платні. Проте на пенсії Шафарик перебував недовго. Він швидко занепадав, почав втрачати зір, ходив тільки з паличкою. Помер 26 липня 1861 року.
Поховали його на євангелістському цвинтарі у Празі, а після знесення цього цвинтаря у 1900 році прах Шафарика було перенесено на Ольшанський цвинтар у Празі.

### Доля родини після смерті Шафарика

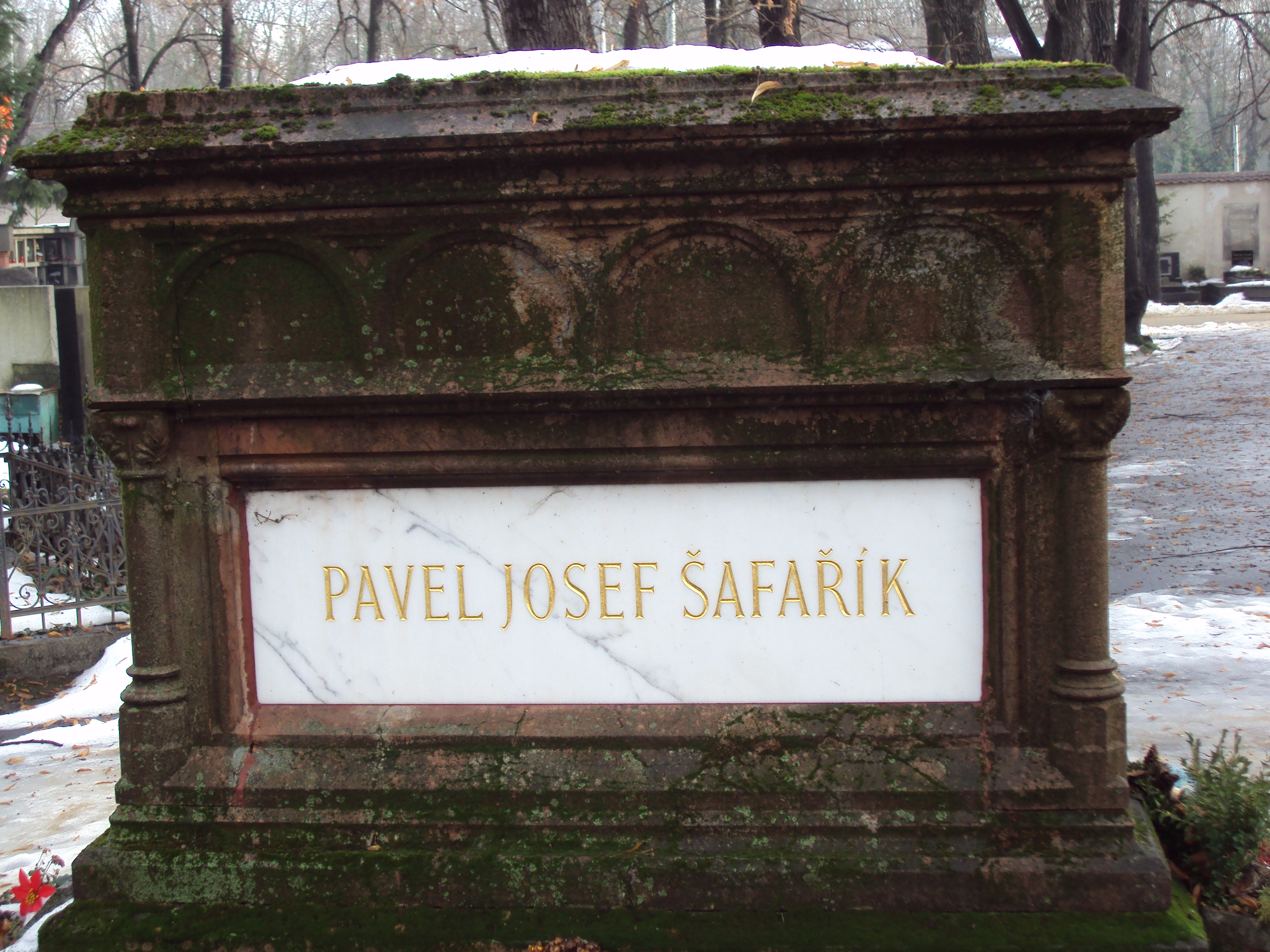
Саркофаг на могилі П. Й. Шафарика на Олшанському цвинтарі в Празі

Дружина Шафарика Юлія прожила після смерті чоловіка п'ятнадцять років. Померла у 1876 році у віці 73 років.
Найстарший син Войтєх (1831–1902) закінчив Ґеттінгенський університет і отримав місце професора у торговій академії у Відні. Пізніше став видатним хіміком.
Син Ярослав (1833–1862) закінчив медичний факультет у Карловому університеті і став асистентом професора анатомії Богдалка. Через низьку платню у 1858 році переїхав до Відня, де став військовим лікарем. Брав участь у італійській війні, а після її закінчення став старшим асистентом у Йозефінській академії у Відні.
Наймолодший син Владислав (1841-?) завдавав найбільшого клопоту своїм батькам. Почав учити право у Карловому університеті, проте не закінчив курсу. Вступив до армії. Воював в Італії. Брав участь в битвах при Мадженті та Сольферіно, де був поранений. Незабаром отримав офіцерський чин.
Донька Божена (1831-?) вийшла заміж за Йозефа Їречка (1825—1888), чеського історика літератури та політика, котрий певний час працював вихователем у родині Шафариків. Їхній син, історик Константин Їречек, пізніше написав книгу «Шафарик серед південних слов'ян» (Šafařík mezi Jihoslovany).

## Цікаві факти
- На честь Павла Йозефа Шафарика названо астероїд 8336 Шафарик
- Іменем Шафарика названо площу в Братиславі, вулиці в багатьох словацьких містах, а також у Новому Саді та Белграді, та українському місті Львові.
- Ім'ям Шафарика названо університет у Кошицях.
- Тарас Шевченко присвятив Шафарикові поему «Єретик». У віршованій присвяті є зокрема такі слова

Слава тобі, любомудре,

Чеху-слов'янине!

Що не дав ти потонути

В німецькій пучині

Нашій правді.
- Також Шевченко згадує Шафарика в творі: «І мертвим, і живим і ненарожденним…» (1845)
- Ім'я Павла Йозефа Шафарика було розміщене під вікнами Національного музею в Празі у списку 72 найвизначніших імен чеської історії.

## Список творів Йозефа Шафарика
- Geschichte der slawischen Sprache und Literatur nach allen Mundarten. Ofen, 1826 [Архівовано 15 грудня 2018 у Wayback Machine.]
- Geschichte der slawischen Sprache und Literatur nach allen Mundarten. Prag, 1869 (2-ге видання) [Архівовано 15 грудня 2018 у Wayback Machine.]
- Über die Abkunft der Slawen nach Lorenz Surowiecki. Ofen, 1828 [Архівовано 15 грудня 2018 у Wayback Machine.]
- Die ältesten denkmäler der böhmischen sprache. Prag, 1840 [Архівовано 15 грудня 2018 у Wayback Machine.]
- Elemente der altböhmischen Grammatik. Prag, 1847
- Elemente der altböhmischen Grammatik. Prag, 1867 (друге видання) [Архівовано 15 грудня 2018 у Wayback Machine.]
- Славянское народописание = Slowanský národopis / Пер. О. М. Бодянського. — Университетская тип. — М., 1843.
- Über den Ursprung und die Heimath des Glagolitismus. Prag, 1858 [Архівовано 15 грудня 2018 у Wayback Machine.]
- Об имени и положении города Винеты, иначе Юмина, Юлина, Иомсбурга = Namen und Lage der Stadt Wineta, auch Jumin, Julin, Jomsburg / Пер. О. М. Бодянского. — О-во истории и древностей рос. — М., 1847. — 26 с.
- Славянские древности: В 2 томах = Slovanské starožitnosti / Пер. О. М. Бодянского. — Университетская тип.
  - Часть историческая. Том I. Книга I-я. — 464 с.
  - Часть историческая. Том I. Книга II-я. — 448 с.
  - Часть историческая. Том II. Книга I-я. — 462 с.
  - Часть историческая. Том II. Книга II-я. — 369 с.
- Paul Jos. Šafařik's Geschichte der illirischen und kroatischen Literatur. Prag, 1865 [Архівовано 15 грудня 2018 у Wayback Machine.] (видав Й. Їречек)
- Acta archivi Veneti spectantia ad historiam Serborum et reliquorum Slavorum meridionaliom. Collegit et transcripsit Joannes Schafárik
- Славянские древности: от Геродота до падения Гуннской и Римской держав (465 до н.э. — 469—476 н.э.). Пер. с чеш. О. М. Бодянского / Подгот. к печати, отв. редактор Дамте Д. С. — М. : Академический Проект, 2015. — 475 с. — (Серия: Технологии культуры).